# Lusignan Jakab ciprusi királyi herceg
Lusignan Jakab (1358 előtt – 1395. augusztus 16./1397. augusztus), franciául: Jacques de Chypre/de Lusignan, görögül: Ιάκωβος τῆς Κύπρου, örményül: Հակոբ Լուսինյան, latinul: Iacobus de Leziniaco. Ciprusi, örmény és jeruzsálemi királyi herceg, Tripolisz címzetes grófja. Nagybátyjától, I. Jakab ciprusi királytól megkülönböztetendő, ifjabb Jakabként is ismeretes. Braunschweigi Helvis ciprusi királyné másodfokú unokatestvére. A Lusignan-ház tagja.

## Élete
A francia származású és római katolikus vallású Lusignan-ház tagja volt. Apja Lusignan János, Ciprus régense, anyja Ibelin Aliz.
Jakab apai nagyszülei IV. Hugó ciprusi király és Ibelin Aliz voltak. Jakab édesapja IV. Hugó második házasságából született, és csak a harmadszülött fiú volt, ezért kevés esélye lehetett a trón elnyerésére. Lusignan János idősebb bátyjának és féltestvérének, Lusignan Guido (1315/16–1342/43) hercegnek volt egy fia, Hugó (1335 körül–1385/86) személyében, és mikor a bátyja meghalt, a trónöröklés joga az unokaöccsét, Hugó herceget illette, de apja, IV. Hugó az unokája helyett a másodszülött fiát, János ifjabb bátyját és édestestvérét, Pétert jelölte a trónra, és még az életében, 1358. november 24-én Nicosiában megkoronáztatta annak ellenére, hogy az unoka, Hugó herceg is már nagykorú volt. IV. Hugó ekkor megtette Jakab apját, Jánost Ciprus hadsereg-főparancsnokának. Ez a trónváltozás a későbbi viszályok magvát is elhintette a családban.
Jakab apja másodszorra Ibelin Aliz úrnőt, Ibelin Guido ciprusi udvarmester lányát vette feleségül. A pápai diszpenzációt 1350. április 14-én állították ki. A házasságukból egy fiú, Jakab született.
Amikor a későbbi feleségének, Margitnak a bátyja 1369-ben II. Péter néven trónra lépett, Margit lett a Ciprusi Királyság (prezumptív/feltételezett) trónörököse. Margit azonban csak addig lehetett trónörökös, amíg a bátyjának 1379-ben meg nem született a lánya, hiszen ekkor Margit újra visszaszorult a második helyre. II. Péter lánya azonban még csecsemőkorában, az apja uralkodása idején elhunyt, de a lányuk halála után II. Péter felesége, Visconti Valentina szeretett volna királynő lenni. II. Péter halála (1382) után viszont ez nem sikerült az özvegyének, Valentina királynénak, ahogy sem II. Péter húga, Margit hercegnő, sem Margit későbbi férje, ifjabb Jakab, nem lett Ciprus új uralkodója. A ciprusi trónt végül a Lusignan-ház ekkor rangidős tagja, II. Péternek, Margitnak és ifjabb Jakabnak az egyetlen, még élő, de genovai fogságban sínylődő nagybátyja, idősebb Jakab foglalta el annak ellenére is, hogy ő IV. Hugó ciprusi király negyedszülött fia volt, míg ifjabb Jakab a harmadszülött fiúnak, Jánosnak volt a fia, Margit pedig IV. Hugó másodszülött fiának a leánya.
Jakab 1385-ben feleségül vette elsőfokú unokatestvérét, Lusignan Margit ciprusi királyi hercegnőt, I. Péter ciprusi király lányát, akitől öt gyermeke született.

## Gyermekei
- Feleségétől, Lusignan Margit (1360 körül–1397 után) ciprusi királyi hercegnőtől, I. Péter ciprusi király lányától, 5 gyermek:
  - János (1386 után–1406/13) ciprusi királyi herceg, Tripoli címzetes grófja, felesége (jegyese) Izabella (1382 előtt–1432 előtt) ciprusi királyi hercegnő, I. Jakab ciprusi király és Braunschweigi Helvis lánya, gyermekei nem születtek
  - Péter (1387 után–1451), Tripoli címzetes grófja, Ciprus régense, 1. felesége Lusignan Izabella (1382 előtt–1432 előtt), I. Jakab ciprusi király és Braunschweigi Helvis lánya, Lusignan János özvegye (volt jegyese), lásd fent, gyermekei nem születtek, 2. felesége N. N. (–1440), gyermekei nem születtek, 1 természetes, de törvényesített fiú:
    - (Házasságon kívüli kapcsolatból): Lusignan Phoebus (1415 előtt–1485), Szidon ura, felesége Isabelle de Flory, 2 gyermek

  - Eleonóra  (1390/91–1414 előtt) ciprusi királyi hercegnő, férje az unokanagybátyja, Lusignan Henrik (1380/85–1427) ciprusi királyi herceg, Galilea címzetes fejedelme, gyermekei nem születtek
  - Lusignan Lujza (1392/93–?) ciprusi királyi hercegnő, férje az unokanagybátyja, Eudo (1385/90–1421) ciprusi királyi herceg, Tripoli címzetes grófja, gyermekei nem születtek
  - Échive (Eschiva) (–fiatalon) ciprusi királyi hercegnő